# Chênex
Chênex – miejscowość i gmina we Francji, w regionie Owernia-Rodan-Alpy, w departamencie Górna Sabaudia.
Według danych na rok 1990 gminę zamieszkiwały 364 osoby, a gęstość zaludnienia wynosiła 68 osób/km² (wśród 2880 gmin regionu Rodan-Alpy Chênex plasuje się na 1268. miejscu pod względem liczby ludności, natomiast pod względem powierzchni na miejscu 1489.).